# Tuntenhausen
Tuntenhausen település Németországban, azon belül Bajorországban. Lakosainak száma 7461 fő (2023. december 31.). Tuntenhausen Bad Aibling, Bruckmühl, Baiern, Aßling, Emmering (Landkreis Ebersberg), Rotter Forst-Nord, Rotter Forst-Süd és Großkarolinenfeld községekkel határos.

## Népesség
A település népessége az elmúlt években az alábbi módon változott:
| Lakosok száma | 3811 | 1626 | 6911 | 6981 | 6997 | 7063 | 7176 | 7150 | 7454 | 7461 |
|               | 1970 | 1975 | 2011 | 2012 | 2014 | 2015 | 2017 | 2019 | 2022 | 2023 |